# Cerro Santa Catalina (berg i Bolivia)
Cerro Santa Catalina är ett berg i Bolivia.   Det ligger i departementet Oruro, i den sydvästra delen av landet, 400 km väster om huvudstaden Sucre. Toppen på Cerro Santa Catalina är 5 342 meter över havet, eller 476 meter över den omgivande terrängen. Bredden vid basen är 14,3 km.
Terrängen runt Cerro Santa Catalina är huvudsakligen kuperad. Trakten runt Cerro Santa Catalina är nära nog obefolkad, med mindre än två invånare per kvadratkilometer.. 
Omgivningarna runt Cerro Santa Catalina är i huvudsak ett öppet busklandskap.